# Kroger St. Jude International 1998
Il Kroger St. Jude International 1998 è stato un torneo giocato sul cemento indoor del Racquet Club of Memphis a Memphis nel Tennessee. 
È stata la 97ª edizione del Torneo di Memphis, facente parte dell'ATP International Series Gold nell'ambito dell'ATP Tour 1998.

## Campioni

### Singolare maschile
Mark Philippoussis ha battuto in finale  Michael Chang con il punteggio di 6–3, 6–2.

### Doppio maschile
Todd Woodbridge /  Mark Woodforde hanno battuto in finale  Ellis Ferreira /  David Roditi con il punteggio di 6–4, 6–2.